# Iris orientalis (insekt)
Iris orientalis är en bönsyrseart som beskrevs av Wood-mason 1882. Iris orientalis ingår i släktet Iris och familjen Tarachodidae. Inga underarter finns listade i Catalogue of Life.